# 고흥 금탑사 괘불탱
고흥 금탑사 괘불탱(高興 金塔寺 掛佛幀)은 대한민국 전라남도 고흥군 금탑사에 있는 조선시대의 탱화이다. 2002년 7월 2일 대한민국의 보물 제1344호로 지정되었다.
이 괘불은 비현(丕賢)과 쾌윤(快允)이 1778년에 함께 그린 것으로, 옆으로 긴 폭에 삼세불(三世佛)을 표현한 독특한 화면구성을 이루고 있다. 사천왕 등의 권속을 배제하고 주요 협시보살만으로 구성된 간략한 구도이다. 삼세불은 화면을 횡으로 3등분하여 큼직하게 그려져 있고, 상단과 하단으로 권속들이 배치되어 있다. 본존의 형태는 18세기 후반기의 특징인 원만한 얼굴에 작은 이목구비의 표현, 옆으로 퍼진 육계에 큼직한 정상계주, 각이 진 어깨, 발목의 치견(侈絹)장식 등을 보여준다. 괘불탱을 보관하고 있는 괘불궤는 1697년에 제작된 것으로, 괘불보다는 약100여년 전에 만든 이른 시기의 것이다.

## 같이 보기
- 금탑사

## 참고 자료
- 금탑사괘불탱 - 국가유산청 국가유산포털